# Khair
Khair es un pueblo y municipio situado en el distrito de Aligarh en el estado de Uttar Pradesh (India). Su población es de 35751 habitantes (2011). Se encuentra a 114 km de Delhi y a 60 km de Mathura.

## Demografía
Según el  censo de 2011 la población de Khair era de 35751 habitantes, de los cuales 19019 eran hombres y 16732 eran mujeres. Khair tiene una tasa media de alfabetización del 56,9%, inferior a la media nacional del 59,5%: la alfabetización masculina es del 63,4%, y la alfabetización femenina del 49,4%.